# Coppa Italia Dilettanti 2018-2019
La Coppa Italia Dilettanti 2018-19 è stata la cinquantatreesima edizione di un trofeo di calcio, al quale partecipano tutte le squadre iscritte ai campionati di Eccellenza, oltre ad alcune di Promozione. La squadra vincitrice acquisisce il diritto a partecipare al campionato di Serie D 2019-2020.

## Formula
Come stabilito dal regolamento, la competizione prevede una prima fase regionale, organizzata e gestita dai Comitati Regionali stessi che ne stabiliscono la formula. Ogni comitato deve segnalare la squadra qualificata alla fase nazionale della competizione, che deve necessariamente militare in Eccellenza e che viene insignita del titolo di Campione di Coppa Regionale.
Le 19 squadre qualificate dai tornei regionali verranno suddivise in 8 raggruppamenti:
Girone A: Liguria - Lombardia - Piemonte-Valle d'Aosta

Girone B: Friuli-Venezia Giulia - Trentino-Alto Adige - Veneto

Girone C: Emilia-Romagna - Toscana

Girone D: Marche - Umbria

Girone E: Lazio - Sardegna

Girone F: Abruzzo - Molise

Girone G: Basilicata - Campania - Puglia

Girone H: Calabria - Sicilia
I gruppi composti da tre squadre si affronteranno in un torneo triangolare di sola andata, mentre delle singole gare si svolgerà sia l'andata che il ritorno.
Tutti i turni successivi si svolgeranno in gare di andata e ritorno, tranne la finale che sarà a gara unica.

## Riepilogo fase regionale
| Coppa Regionale              | Vincitrice           | Finalista            | Risultato        | Partecipanti                                                                     |
| ---------------------------- | -------------------- | -------------------- | ---------------- | -------------------------------------------------------------------------------- |
| Coppa Abruzzo                | Amiternina           | Chieti               | 2 - 0            | le 18 di Eccellenza                                                              |
| Coppa Basilicata             | Grumentum Val d'Agri | Real Senise          | 2 - 0            | le 16 di Eccellenza                                                              |
| Coppa Calabria               | Corigliano           | San Luca             | 2 - 0            | 48 (16 di Eccellenza e 32 di Promozione)                                         |
| Coppa Campania               | Audax Cervinara      | Giugliano            | 1 - 1 (3-1 dtr)  | le 32 di Eccellenza                                                              |
| Coppa Emilia-Romagna         | Bagnolese            | Virtus Castelfranco  | 2 - 1            | le 36 di Eccellenza                                                              |
| Coppa Friuli-Venezia Giulia  | San Luigi            | Edmondo Brian        | 3 - 1            | le 16 di Eccellenza                                                              |
| Coppa Lazio                  | Team Nuova Florida   | Cynthia              | 1 - 1 (6-5 dtr)  | le 36 di Eccellenza                                                              |
| Coppa Liguria                | Finale               | Rapallo Ruentes      | 2 - 0            | le 16 di Eccellenza                                                              |
| Coppa Lombardia              | Varese               | CasateseRogoredo     | 3 - 2            | le 48 di Eccellenza                                                              |
| Coppa Marche                 | Tolentino            | Fabriano Cerreto     | 2 - 0            | le 18 di Eccellenza                                                              |
| Coppa Molise                 | Tre Pini Matese      | Comprensorio Vairano | 3 - 1            | 32 (16 di Eccellenza e 16 di Promozione)                                         |
| Coppa Piemonte-Valle d'Aosta | Canelli              | Borgomanero          | 1 - 0            | le 32 di Eccellenza                                                              |
| Coppa Puglia                 | Casarano             | Corato               | 1-0; 2-1         | le 16 di Eccellenza                                                              |
| Coppa Sardegna               | Nuorese              | Muravera             | 1 - 0            | le 17 di Eccellenza                                                              |
| Coppa Sicilia                | Canicattì            | Marina di Ragusa     | 1 - 0            | le 32 di Eccellenza                                                              |
| Coppa Toscana                | Montignoso           | Zenith Audax         | 0 - 0 (4-2 dtr)  | le 33 di Eccellenza                                                              |
| Coppa Trentino-Alto Adige    | Dro Alto Garda       | Termeno              | 2 - 0            | 48 (16 di Eccellenza e 32 di Promozione)                                         |
| Coppa Umbria                 | Foligno              | San Sisto            | 4 - 0            | le 16 di Eccellenza                                                              |
| Coppa Veneto                 | Caldiero             | Mestre               | 1 - 1 (10-9 dtr) | le 34 di Eccellenza                                                              |
| Totale                       | 19 club ammessi      | -                    | -                | 544 club partecipanti alle fasi regionali (464 di Eccellenza e 80 di Promozione) |

## Fase eliminatoria a gironi

### Girone A
| Squadra    | P.ti | G | V | N | P | GF | GS | DR |
| ---------- | ---- | - | - | - | - | -- | -- | -- |
| 1. Canelli | 6    | 2 | 2 | 0 | 0 | 4  | 1  | +3 |
| 2. Varese  | 3    | 2 | 1 | 0 | 1 | 5  | 2  | +3 |
| 3. Finale  | 0    | 2 | 0 | 0 | 2 | 0  | 6  | -6 |

| Arbitro: | D'Incecco (Perugia) |

|  |           |                       |
|  | Marcatori | 27’ Blini 32’ Soldano |

| Arbitro: | Crainich (Conegliano) |

|                                                |           |  |
| Camara 22’, 83’ (rig.) M'Zoughi 59’ Gestra 90’ | Marcatori |  |

| Arbitro: | Cevenini (Siena) |

|                 |           |            |
| Picone 27’, 67’ | Marcatori | 90’ Gestra |

### Girone B
| Squadra           | P.ti | G | V | N | P | GF | GS | DR |
| ----------------- | ---- | - | - | - | - | -- | -- | -- |
| 1. Caldiero       | 4    | 2 | 1 | 1 | 0 | 2  | 1  | +1 |
| 2. Dro Alto Garda | 3    | 2 | 1 | 0 | 1 | 5  | 3  | +2 |
| 3. San Luigi      | 1    | 2 | 0 | 1 | 1 | 3  | 6  | -3 |

| Arbitro: | Moretti (Valdarno) |

|  |           |             |
|  | Marcatori | 63’ Zerbato |

| Arbitro: | Palumbo (Bari) |

|                  |           |                                                    |
| Muiesan 45’, 78’ | Marcatori | 4’ Ciric 57’ Calcari 68’, 79’ Ballarini 90’ Brusco |

| Arbitro: | Dorillo (Torino) |

|             |           |                       |
| Guccione 6’ | Marcatori | 50’ (rig.) Giovannini |

### Girone C
| Squadra 1 | Totale      | Squadra 2  | Andata | Ritorno |
| --------- | ----------- | ---------- | ------ | ------- |
| Bagnolese | 2 - 2 (gfc) | Montignoso | 0 - 0  | 2 - 2   |

| Bagnolo in Piano 27 febbraio 2019, ore 15:00 CET | Bagnolese              | 0 – 0 | Montignoso | Stadio Fratelli Campari\| Arbitro: \| Grieco (Ascoli Piceno) \| |
| Arbitro:                                         | Grieco (Ascoli Piceno) |       |            |                                                                 |

| Arbitro: | Trevisan (Mestre) |

|                                   |           |                               |
| Chiaramonti 20’ Geraci 65’ (rig.) | Marcatori | 39’ (rig.) Vernia 86’ Zampino |

### Girone D
| Squadra 1 | Totale          | Squadra 2 | Andata | Ritorno |
| --------- | --------------- | --------- | ------ | ------- |
| Tolentino | 3 - 3 (3-4 dtr) | Foligno   | 1 - 2  | 2 - 1   |

| Arbitro: | Totaro (Lecce) |

|                       |           |                      |
| Di Domenicantonio 44’ | Marcatori | 12’ Gjinaj 52’ Fondi |

| Arbitro: | Silvestri (Roma 1) |

|                                                  |                      |                                                          |
| Fondi 54’                                        | Marcatori            | 65’, 90+4’ Minnozzi                                      |
| Gorini Francioni Gjinaj Fondi Petterini Salvucci | Tiri di rigore 4 – 3 | Terriaca Boutlata Minnozzi Capezzani Gabrielli Borghetti |

### Girone E
| Squadra 1 | Totale | Squadra 2          | Andata | Ritorno |
| --------- | ------ | ------------------ | ------ | ------- |
| Nuorese   | 0 - 2  | Team Nuova Florida | 0 - 1  | 0 - 1   |

| Arbitro: | Romanelli (Lanciano) |

|  |           |          |
|  | Marcatori | 21’ Piro |

| Arbitro: | Nuzzo (Seregno) |

|          |           |  |
| Piro 86’ | Marcatori |  |

### Girone F
| Squadra 1  | Totale | Squadra 2       | Andata | Ritorno |
| ---------- | ------ | --------------- | ------ | ------- |
| Amiternina | 1 - 2  | Tre Pini Matese | 1 - 1  | 0 - 1   |

| Arbitro: | Marangone (Udine) |

|                      |           |            |
| D. Di Alessandro 39’ | Marcatori | 8’ Vecchio |

| Arbitro: | Di Renzo (Bolzano) |

|                      |           |  |
| Di Matteo 82’ (rig.) | Marcatori |  |

### Girone G
| Squadra                 | P.ti | G | V | N | P | GF | GS | DR |
| ----------------------- | ---- | - | - | - | - | -- | -- | -- |
| 1. Casarano             | 6    | 2 | 2 | 0 | 0 | 4  | 0  | +4 |
| 2. Audax Cervinara      | 3    | 2 | 1 | 0 | 1 | 1  | 2  | -1 |
| 3. Grumentum Val d'Agri | 0    | 2 | 0 | 0 | 2 | 0  | 3  | -3 |

| Arbitro: | Dorillo (Torino) |

|             |           |  |
| Petrone 82’ | Marcatori |  |

| Arbitro: | Vailati (Crema) |

|  |           |                     |
|  | Marcatori | 8’ Palma 25’ Caputo |

| Arbitro: | Stabile (Padova) |

|                       |           |  |
| Mincica 52’ Palma 71’ | Marcatori |  |

### Girone H
| Squadra 1  | Totale | Squadra 2 | Andata | Ritorno |
| ---------- | ------ | --------- | ------ | ------- |
| Corigliano | 2 - 5  | Canicattì | 2 - 2  | 0 - 3   |

| Arbitro: | Iannuzzi (Firenze) |

|                                 |           |                     |
| Bezziccheri 29’ G. Foderaro 69’ | Marcatori | 25’, 63’ A. Caronia |

| Arbitro: | Foresti (Bergamo) |

|                                             |           |  |
| A. Caronia 14’ De Luca 48’ V. Caronia 90+5’ | Marcatori |  |

## Fase a eliminazione diretta

### Quarti di finale
| Squadra 1       | Totale          | Squadra 2          | Andata | Ritorno |
| --------------- | --------------- | ------------------ | ------ | ------- |
| Canelli         | 2 - 4           | Caldiero           | 1 - 1  | 1 - 3   |
| Foligno         | 0 - 3           | Bagnolese          | 0 - 3  | 0 - 0   |
| Tre Pini Matese | 1 - 3           | Team Nuova Florida | 0 - 1  | 1 - 2   |
| Casarano        | 2 - 2 (4-2 dtr) | Canicattì          | 1 - 1  | 1 - 1   |

#### Andata
| Arbitro: | Sacchi (Macerata) |

|            |           |            |
| Picone 81’ | Marcatori | 5’ Zerbato |

| Arbitro: | Torreggiani (Civitavecchia) |

|  |           |                            |
|  | Marcatori | 2’, 9’ Formato 64’ Zampino |

| Arbitro: | Albano (Venezia) |

|  |           |           |
|  | Marcatori | 32’ Rossi |

| Arbitro: | Grassi (Forlì) |

|              |           |                  |
| Agodirin 84’ | Marcatori | 45+2’ A. Caronia |

#### Ritorno
| Arbitro: | Franzò (Siracusa) |

|                                     |           |                    |
| Tonolli 10’ Peotta 61’ Brunazzi 89’ | Marcatori | 15’ (rig.) Celeste |

| Bagnolo in Piano 27 marzo 2019, ore 15:00 CET | Bagnolese                  | 0 – 0 | Foligno | Stadio Fratelli Campari\| Arbitro: \| Garofalo (Torre del Greco) \| |
| Arbitro:                                      | Garofalo (Torre del Greco) |       |         |                                                                     |

| Arbitro: | Ceresini (Lodi) |

|               |           |                      |
| Piro 12’, 83’ | Marcatori | 40’ (rig.) Di Matteo |

| Arbitro: | Menozzi (Treviso) |

|                             |                      |                                   |
| Lupo 67’                    | Marcatori            | 90+6’ Cianci                      |
| Lupo Rosella Comegna Giglio | Tiri di rigore 2 – 4 | Di Rito Morleo Vicedomini Vergori |

### Semifinali
| Squadra 1          | Totale | Squadra 2 | Andata | Ritorno |
| ------------------ | ------ | --------- | ------ | ------- |
| Caldiero           | 4 - 1  | Bagnolese | 3 - 1  | 1 - 0   |
| Team Nuova Florida | 0 - 2  | Casarano  | 0 - 1  | 0 - 1   |

#### Andata
| Arbitro: | Marangone (Udine) |

|                                      |           |             |
| Zerbato 22’ Zanetti 62’ Brunazzi 72’ | Marcatori | 39’ Zampino |

| Arbitro: | Santarossa (Pordenone) |

|  |           |             |
|  | Marcatori | 33’ Di Rito |

#### Ritorno
| Arbitro: | Maccarini (Arezzo) |

|  |           |              |
|  | Marcatori | 81’ Guccione |

| Arbitro: | Zago (Conegliano) |

|            |           |  |
| Caputo 34’ | Marcatori |  |

### Finale
| Squadra 1 | Risultato | Squadra 2 |
| --------- | --------- | --------- |
| Caldiero  | 1 - 2     | Casarano  |

| Arbitro: | Renzi (Pesaro) |

| |            | |
| Palma 32’ Mincica 86’                                                                                                | Marcatori  | 90+1’ Guccione |
| Grasso Dall’Oglio Morleo Vicedomini D’Aiello (73' Bonasia) Palma Cianci Rescio (73' Agodirin) Di Rito Mincica Caputo | Formazioni | Fortunato (80' Anderloni) Baschirotto (80' Brunazzi) Pisani (53' Gecchele) Filiciotto (65' Zanetti) Tonolli Falchetto Zerbato Peotta Guccione Viviani Vanzetta (53' Baldani) |
| De Candia | Allenatori | Soave |